# 秋田県立女子医学専門学校 (旧制)
| 秋田県立女子医学専門学校 （秋田女子医専） | 秋田県立女子医学専門学校 （秋田女子医専） |
| ----------------------------------------- | ----------------------------------------- |
| 創立                                      | 1945年                                    |
| 所在地                                    | 秋田市                                    |
| 初代校長                                  | 杉村七太郎                                |
| 廃止                                      | 1947年                                    |
| 後身校                                    | 秋田県立高等学校                          |
| 同窓会                                    | －                                        |

秋田県立女子医学専門学校（あきたけんりつじょしいがくせんもんがっこう）は、1945年（昭和20年）に設立された公立の旧制医学専門学校。第二次世界大戦後のGHQによる審査でB級（存続不可）と判定された上に校舎を焼失し、1947年に廃校となった。

## 概要
- 第二次世界大戦中に医師速成を目的として国策に合わせて設立された旧制医学専門学校（医専）の一つ。
- 1947年3月にB級判定となった上、同4月に火災で校舎を焼失し、県立医科大学への昇格を断念した（医専のA級・B級判定については、旧制医学専門学校を参照）。
- 将来の県立医大設立の足がかりとして、1947年9月に旧制秋田県立高等学校（戦後特設高等学校）が設置された。これにより女子医専は同11月末で廃止された。
- 附属病院は秋田県立病院→秋田県立中央病院を経て、現在の秋田大学医学部附属病院の源流となった。

## 沿革
第二次世界大戦当時、秋田県には多くの無医村が存在し（1945年1月時点で222町村中82町村）さらに戦争勃発により医師の確保が困難になっていた。そこで秋田県会は1942年12月・1943年12月の2度にわたって医専設置を求める意見書を国に提出したが、官立医専の設置は実現しなかった。1945年1月、久安博忠知事は県立での女子医専設置案を県会に提示し、可決された。
- 1945年1月17日： 文部省に県立女子医専認可申請。
- 1945年2月2日： 文部省により秋田県立女子医学専門学校設置認可（4月開校）。
- 1945年2月13日： 秋田県立女子医学専門学校規程公布（秋田県令第7号）。
  - 本科修業年限4年、学年定員120名。
- 1945年4月： 私立小泉病院・秋田医療組合病院・県立教員養成所附属病院を女子医専附属医院とする。
- 1945年6月1日： 開校式、第1回入学式。
- 1946年5月： 「秋田医学専門学校」と改称し1947年度から共学化する旨決定。
- 1946年9月30日： 秋田県、女子医専の医大昇格を要望する意見書を文部大臣に提出。
- 1947年2月： 臨時県会、女子医専の整備充実・県立医大への昇格を決議。
- 1947年3月： GHQによりB級医専（廃校相当）と判定。
  - 第2学年修了者119名中、他医専への転校者65名（東北帝大附属医専25名、岩手医専12名など）。
  - 第1学年修了者39名中、他医専への転校者28名（東北帝大附属医専12名、岩手医専4名など）。
- 1947年4月10日： 原因不明の火災で校舎全焼。
- 1947年9月16日： 高等学校令により旧制秋田県立高等学校設置認可。
  - 将来の県立医科大学設置への布石として設立された。
- 1947年10月14日： 蓮池公咲知事、文部大臣に県立女子医専廃止を申請。
  - 廃止理由として、将来の県立医大設置の足がかりとしての県立高等学校（旧制）が設置認可されたため、女子医専は不要となった旨が述べられている[1]。
- 1947年11月30日： 秋田県立女子医学専門学校、廃止。

## 歴代校長
- 校長事務取扱： 杉村七太郎（1945年2月28日 - ）
- 初代： 杉村七太郎（1945年4月1日 - 1947年11月30日）
  - 廃校後、秋田県立病院 初代院長。

## 校地
校舎
秋田県立女子医専の創立から廃止まで、秋田市亀ノ丁東土手町（現・楢山南中町）にあった秋田市立秋田商業学校（現・秋田市立秋田商業高等学校）の旧校舎を使用した。楢山校舎は1947年4月の火災で全焼した。現在、跡地は楢山緑地となっている。
附属医院
私立小泉病院（秋田市楢山）・秋田医療組合病院（秋田市古川堀反町［現・千秋明徳町、秋田中央警察署］）・県立教員養成所附属病院を附属医院とした。女子医専の廃止後、旧附属医院は秋田県立病院となった（旧小泉病院を第一医院、旧組合病院を第二医院と称した）。1952年12月、秋田県は国立秋田病院を買収して県立第三病院とし、1954年7月に第一医院・第二医院・第三病院を統合して秋田県立中央病院を設立した。楢山病棟（旧第一医院）は1958年3月、堀端病棟（旧第二医院）は1961年12月に廃止され、病棟は旧第三病院に統一された。
1970年4月、秋田大学に医学部が設置された際、秋田県立中央病院は代用附属病院となった。翌1971年4月には正式に国に移管され、秋田大学医学部附属病院となった。千秋久保田町の敷地は狭隘で建物も老朽化したため、1976年9月、秋田大学医学部附属病院は秋田市本道の現在地に移転した。

## 関連書籍
- 秋田市（編） 『秋田市史 : 第5巻 近現代II 通史編』 秋田市、2005年3月、262頁-263頁・395頁-397頁。
- 秋田県教育委員会（編） 『秋田県教育史 : 第6巻通史編II』 秋田県教育委員会、1986年3月、546頁-552頁・825頁-826頁。
- 秋田魁新報社（編） 『秋田大百科事典』 秋田魁新報社、1981年9月、290頁。
- 『秋田県史 : 第6巻 大正昭和編』 秋田県、1965年3月、886頁-887頁。
- 『秋田県立中央病院史』 秋田県、1982年5月。